# محوطه کشان ۲
محوطه کشان ۲ مربوط به دوره اشکانیان است و در شهرستان ایرانشهر، بخش مرکزی، دهستان نایگون، ۳۶ کیلومتری جنوب ایرانشهر، ۱۸ کیلومتری جنوب شرق اله آباد نایگون، ۳۰۰ متری شمال غرب کشان I واقع شده و این اثر در تاریخ ۲۶ اسفند ۱۳۸۷ با شمارهٔ ثبت ۲۵۸۶۵ به‌عنوان یکی از آثار ملی ایران به ثبت رسیده است.